# 模擬人生中世紀
《模擬市民中世紀》是一個策略性生活模擬遊戲，模擬市民系列的獨立作品，它由藝電開發，2011年3月22日在北美發布，2013年3月25在澳洲發布。遊戲坐落在中世紀時期，玩家可以打造一個王國。2010年12月21日，藝電宣布限量版，同時也發布了標準版。能創造各種職業的英雄模擬市民，包括騎士、吟遊詩人、巫師、牧師、鐵匠和間諜，玩家將控制模擬市民。